# Marie Geneviève Radix de Sainte-Foy
Marie Geneviève Radix de Sainte-Foy, född 1729, död 1809, är känd som älskarinna till kung Ludvig XV av Frankrike.

## Biografi
Marie Geneviève Radix de Sainte-Foy var dotter till Claude Mathieu Radix, seigneur de Chevillon och Marie Elizabeth Geneviève Denis. Hon gifte sig 1750 med Jean François Boudrey (1701-1760) och 1761 med Nicolas Augustin de Malbec de Montjoc, marquis de Briges. 
Marie Geneviève var mellan 1750 och 1751 inofficiell älskarinna till både kungen och hans son kronprinsen. Enligt legenden ska hon ha fått en förfrågan från både kungen och kronprinsen och visat dem för sin make, varpå hon gått till kungen först, för att det var ekonomiskt lukrativt, medan maken gav en ursäkt till kronprinsen. Vid ett senare tillfälle gick hon istället till kronprinsen. Hon alternerade därefter en tid mellan dem. 
Relationen till kungen var rent informell och aldrig menad att vara officiell, då madame de Pompadour var ohotad i sin ställning som officiell mätress. Kronprinsen var inte känd för att ha mätresser och förbindelsen orsakade initialt ogillande från kronprinsessan, men drottningen ska ha övertygat henne om att den inte kunde hota henne, då kronprinsparet annars hade ett lyckligt äktenskap och kronprinsen aldrig skulle ha en officiell mätress, endast tillfälliga förbindelser under kronprinsessans graviditeter. 